# إيتوريكوكسيب
إتوريكوكسيب (أركوكسيا) هو من مضادات الالتهاب اللاستيرويدية ويقع ضمن فئة المثبطات الانتقائية للإنزيم كوكس-2 (COX-2) و يعد أنّه الفئة الأكثر أماناً على المعدة، وقد تم إنتاج إتوريكوكسيب بواسطة شركة ميرك للدواء كما تمت الموافقة عليه في أكثر من 80 بلدًا حول العالم، وذلك بعد الحصول على ترخيص رسمي من مؤسسة الغذاء والدواء (FDA).

## دواعي الاستعمال العلاجية
يستعمل الإتوريكوكسيب في حالات الالتهابات والآلام الحادة مثل:التهاب المفاصل الروماتيدي والتهاب المفاصل الصدفي والتهاب المفاصل العظمي والتهاب الفقار المقسط وآلام أسفل الظهر المزمنة والنقرس.
ويتميز الإتوريكوكسيب عن بقية مضادات الالتهاب اللاستيرويدية بأنها الأكثر أماناً على المعدة خاصة المرضى الذين يعانون من قرحة المعدة أو الحموضة الشديدة.
نظام كوكرين وضح فائدة جرعة واحدة من الإتوريكوكسيب في خفض الألم الحاد المرافق للعمليات عند البالغين، في الدراسة التي أجريت تبين بأن الإتوريكوكسيب مسكن ذا نوعية جيدة للآلام بعد العملية لدى البالغين، وتبين بأنه له آثار عكسية شبيهة بآثار الدواء الوهمي (البلاسيبو) (Placebo). الإتوريكوكسيب يعطي بجرعة 120 ملغ، ويعتبر فعال جدًا أو حتى أفضل من غيره من المسكنات المستخدمة بشكل شائع.

## آلية العمل
كغيره من مثبطات كوكس-2 (COX2) الانتقائية ("كوكسيب") إتوريكوكسيب يثبط بشكل انتقائي المثيل أو النظير 2 من إنزيم السيكلواوكسيجينيز [الإنجليزية] (كوكس2)، (فله انتقائية لتثبيط كوكس-2 بما يقارب الـ 106 أضعاف الانتقائية للـ كوكس 1 [الإنجليزية]، وهذا يقلل توليد البروستاغلاندينات من حمض أراكيدونيك. من بين المهام المختلفة التي تمارسها البروستاغلاندينات، ينبغي إبراز دورها خصيصا في الالتهاب.
المثبطات الانتقائية للكوكس-2 لها تأثير ونشاط أقل على الإنزيم كوكس-1 مقارنة بـ مضادات الالتهاب غير الستيرودية التقليدية (NSAIDs)، هذا النقصان في التأثير يقلل من التأثيرات الجانبية التي تحدثها هذه الأدوية على القناة المعوية والمعدة، وهذا قد تم توضيحه بإجراء عدد من التجارب السريرية باستخدام أدوية مختلفة تنتمي للكوكسب (Coxib).

## التأثيرات الجانبية
كمضادات الالتهابات الغير ستيرويدية الأخرى مثبطات الـ ( COX-2) أيضا تشاركها في التأثيرات الجانبية مثل الطفح الدوائي الثابت والحمامى العامة، البثار الطفحي العام الحاد [الإنجليزية] (AGEP)، الحمامى متعددة الاشكال مثل الطفح والحمامى الظُّنْبوبية هي بعض التأثيرات الجانبية المهمة المسجلة، إلى جانب التأثيرات الجانبية عديمة الضرر.

## التاريخ
بعض التجارب السريرية والتحليلات اللاحقة أظهرت بأن العلاج باستخدام الكوكسب (Coxib) وبشكل خاص على الروفيكوكسب (Rofecoxib)، قد أدى لزيادة حالات حدوث آثار ضارة على القلب والأوعية الدموية مقارنة بالدواء الوهمي (البلاسيبو)، ولأجل هذه النتائج، تم سحب بعض من هذه الأدوية من السوق. (الروفيكوكسب (Rofecoxib) في أيلول (سبتمبر) 2004 وفالديكوكسب (Valdecoxib في نيسان/أبريل 2005)، وبالإضافة لذلك قامت كل من مؤسسة الغذاء والدواء الأمريكية ومنظمة الدواء الأوروبية بعملية مراجعة شاملة لكل من مضادات الالتهاب غير الستيرودية (NSAIDs) وكذلك للمثبطات الانتقائية للكوكس-2.
في أبريل 2007 أصدرت مؤسسة الغذاء والدواء رسالة عدم موافقة للاوتوركوكسيب، الرسالة أوضحت الحاجة للمزيد من نتائج اختبارات تظهر بأن فوائد الدواء تتجاوز خطورته قبل أن يحصل على فرصة أخرى للموافقة عليه.

## الأسماء التجارية
الأسماء التجارية للإيتوريكوكسيب تشمل: آركوكسيا (Arcoxia) في السويد وفنلندا وألمانيا والبرازيل وسنغافورة وتايلاند وبلغاريا ورومانيا والعراق، كذلك ألجيكس (Algix) وتوكسب (Tauxib) في إيطاليا، اتوركس (Etorix) وفارجوس (Vargus) في بنغلاديش، بيريكا (Berrica) في باكستان، اكسيف (Exxiv) في البرتغال، ايتوزوكس (Etozox) في الهند، ايتوريفلام (Etoriflam) في سوريا.

## الاستخدامات السريرية
يستعمل الإتوريكوكسيب في علاج التهاب المفاصل الرماتوئيدي (Rheumatoidarthritis)، الفصال العظمي (Osteoarthritis) ولتسكين آلام وأعراض اضطرابات الالتهاب الناجمة من النقرس (Gout).
كذلك يُستخدم في الحد من الألم بعد الجراحة الحادة لدى البالغين.

## الأشكال الصيدلانية
حبوب عيار : 60 - 90 -120 ملغ